# 1939
1939 (MCMXXXIX) fue un año común comenzado en domingo según el calendario gregoriano.
En este año inició el conflicto bélico más grande y mortífero de la historia de la humanidad, la Segunda Guerra Mundial, tras la invasión de la Alemania nazi a Polonia el 1 de septiembre y provocaría que la mayor parte de las naciones del mundo se vieran involucradas, el conflicto duraría los siguientes seis años y marcaría profundamente la década entrante y el siglo en general.

## Acontecimientos

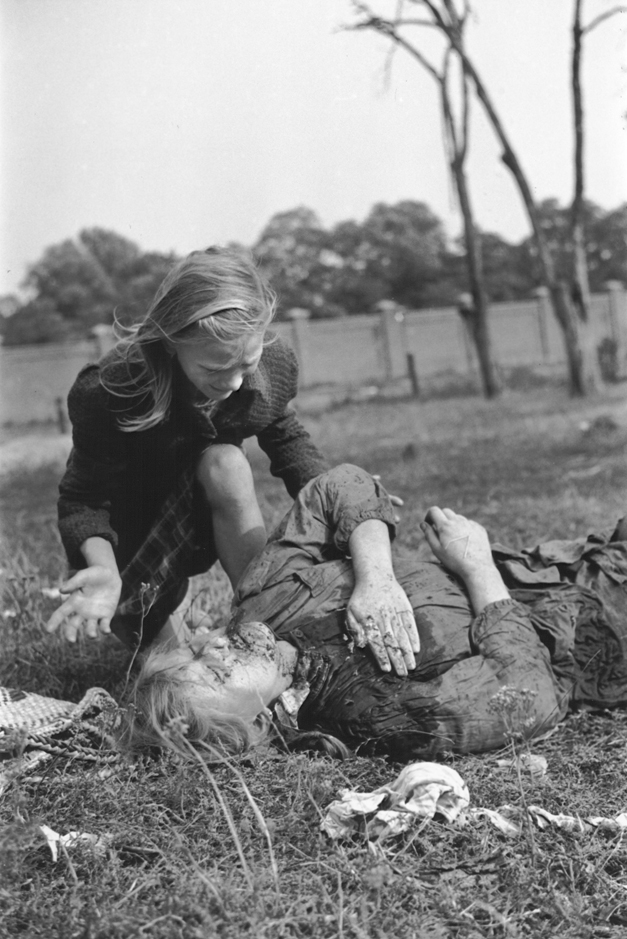
Invasión alemana de Polonia de 1939.

### Enero
- 1 de enero: en España se convierte en un deber para todas las jóvenes menores de 25 años, cumplir durante un año con el servicio de trabajo obligatorio.
- 5 de enero: en Argentina, Lisandro de la Torre se suicida.
- 13 de enero: Hungría se adhiere al Pacto Antikomintern.
- 13 de enero: en Victoria (Australia) suceden los incendios forestales del viernes Negro, el peor desastre natural en la historia de Australia. Casi 20 000 km² de tierra fueron arrasados por las llamas, y murieron 71 personas. Fueron desatados por las altas temperaturas desde diciembre de 1938 hasta febrero de 1939, que mataron a 438 personas por golpe de calor.
- 15 de enero: en Perú Comienza la 15.ª edición de la Copa América.
- 24 de enero: en Chillán, Chile, se registra un terremoto de 8,3 que deja un saldo de 28.000 muertos.
- 26 de enero: en España, las tropas franquistas entran en Barcelona.

### Febrero
- 1 de febrero: un decreto ordena la expulsión de Checoslovaquia de todos los judíos extranjeros.
- 1 de febrero: en Brunswick es conformada la 2.ª Flota Aérea alemana bajo el mando del general Hellmuth Felmy.
- 2 de febrero: Unión Soviética y Hungría rompen sus relaciones diplomáticas.
- 2 de febrero: el gobierno franquista decreta la ilegalidad de todas las religiones en España salvo la católica.
- 3 de febrero: el jefe del Partido Rexista belga, Léon Degrelle, llega a Burgos.
- 4 de febrero: estreno de Una noche en la ópera, de los Hermanos Marx.
- 4 de febrero: el cantante y actor Frank Sinatra contrae nupcias con Nancy Barbato. La ceremonia se llevó a cabo en la Iglesia de "Nuestra Señora del Dolor", ubicada en el número 93 de la calle Clerk, en ciudad Jersey, Nueva Jersey.
- 6 de febrero: los políticos del gobierno de la Segunda República Española inician su huida a Francia.
- 7 de febrero: José Miaja y Segismundo Casado envían emisarios al dictador Franco ofreciendo la rendición.
- 10 de febrero: fallece el papa Pío XI en la Ciudad del Vaticano
- 11 de febrero: las tropas franquistas consolidan el poder en toda Cataluña.
- 12 de febrero: en Lima (Perú) Finaliza la Copa América y la Selección Perú gana su Primera Copa América tras ganarle 2-1 a la Selección Uruguay.
- 14 de febrero: se procede en Kiel a la botadura del Bismarck, el mayor acorazado de la marina alemana.
- 21 de febrero: en Newcastle es botado el acorazado británico HMS King George V.
- 27 de febrero: Francia y el Reino Unido reconocen al gobierno de Francisco Franco en España.

### Marzo
- 1 de marzo: por dimisión de Azaña, Diego Martínez Barrio ha pasado, en virtud del precepto constitucional, a ocupar la presidencia de la República Española.
- 1-2 de marzo: en Roma, tiene lugar el cónclave para elegir un nuevo pontífice tras la muerte del papa Pío XI.
- 1 de marzo: primer testigo de avistamiento alienígena en Madrid.
- 2 de marzo: en Roma, el cardenal Pacelli es elegido papa con el nombre de Pío XII.
- 2 de marzo: Petain es nombrado embajador de Francia en España.
- 3 de marzo: en Estados Unidos se estrena la película de John Ford La diligencia, modelo en el género del western.
- 6 de marzo: en España, el general José Miaja toma el poder.
- 6 de marzo: el gobierno checo disuelve la autonomía de Eslovaquia.
- 7 de marzo: en el marco de la guerra civil española, se produce el hundimiento por parte de las defensas costeras de Cartagena del buque mercante, utilizado como transporte de tropas, Castillo de Olite, convirtiéndose en el hundimiento de un solo buque con más víctimas mortales de la historia de España; 1476 fallecidos.
- 14 de marzo: en Eslovaquia, la asamblea provincial proclama la independencia bajo la protección de Alemania. El sacerdote Jozef Tiso es nombrado presidente.
- 15 de marzo: los nazis ocupan Bohemia y Moravia; Adolf Hitler ocupa el resto de Checoslovaquia, que deja de existir. Comienzan las hostilidades que llevarán a la Segunda Guerra Mundial.
- 16 de marzo: Mohammad Reza Pahlaví, príncipe heredero de Irán, contrae matrimonio con la princesa Fawzia de Egipto.
- 17 de marzo: España y Portugal firman el Tratado Ibérico.
- 18 de marzo: Stalin pide una coalición contra Alemania.
- 21 de marzo: Alemania reclama Dánzig a Polonia.
- 22 de marzo: Alemania reclama el territorio de Memel a Lituania.
- 23 de marzo: tropas alemanas ocupan la ciudad de Memel.
- 27 de marzo: España se adhiere al Pacto Antikomintern.
- 28 de marzo: en España, las tropas de Francisco Franco entran en Madrid.
- 28 de marzo: Polonia rechaza las reclamaciones de Alemania y esta denuncia su pacto con Polonia.
- 31 de marzo: Gran Bretaña ofrece apoyo a Polonia.

- En Bombay (India), Mohandas Gandhi comienza un ayuno en protesta contra el gobierno británico.

### Abril
- 1 de abril: Día de la Victoria, en España al caer el puerto de Alicante, último bastión del gobierno republicano. Termina la guerra civil española y comienza la dictadura franquista.
- 2 de abril: Estados Unidos reconoce la dictadura de Franco, después de que ya lo hicieran Francia y Gran Bretaña.
- 3 de abril: Alemania nazi inicia la preparación del Plan Blanco, para la invasión de Polonia.
- Los gobiernos de Francia y Gran Bretaña inician su cooperación militar.
- 5 de abril: Albert Lebrun es reelegido presidente de Francia.
- 6 de abril: Benito Mussolini invade Albania.
- 6 de abril: los franceses y los británicos firma un acuerdo de cooperación.
- 7 de abril: en Albania, las tropas italianas invaden el país en una semana. El rey Zog huye.
- 9 de abril: en Estados Unidos, la cantante Marian Anderson canta ante 75 000 personas en el Monumento a Lincoln en Washington (después de que las Hijas de la Revolución Estadounidense le prohibieron el uso de la Sala de la Constitución.
- 13 de abril: acuerdo de ayuda francobritánico a Grecia y Rumanía.
- 15 de abril: el presidente Roosevelt busca garantías de Alemania e Italia de que no atacarán otro país europeo.
- 24 de abril: Gaby, Fofó y Miliki dedicen formar un trío ofreciendo sus primeras actuaciones en el Teatro Circo Price de Madrid.
- 25 de abril: acuerdo de comercio entre Francia e Italia.
- 28 de abril: Adolf Hitler denuncia el pacto de no agresión de 1934 con Polonia.
- 28 de abril: el parlamento aprueba el servicio militar obligatorio en Gran Bretaña.
- 29 de abril: en Chile se promulga la Ley N.º 6.334 que crea las Corporaciones Fomento de la Producción (CORFO) y de Reconstrucción y Auxilio.
- 30 de abril: se produce una quema pública de libros en la Universidad de Madrid.[1]

### Mayo
- 1 de mayo: en Japón un terremoto de 7,0 deja 27 muertos, 52 heridos y más de 400 viviendas destruidas.
- 3 de mayo: Viacheslav Mólotov es nombrado ministro de relaciones exteriores de la Unión Soviética.
- 10 de mayo: en París se celebra la entrevista entre Halifax y Daladier.
- 12 de mayo: Reino Unido y Turquía firman un pacto.
- 14 de mayo: en Perú, la niña Lina Medina, de 5 años de edad, da a luz a un bebé, convirtiéndose en la madre más joven de la Historia de la medicina.
- 19 de mayo: Francia, Polonia y Reino Unido celebran una convención militar.
- 22 de mayo: Alemania e Italia firman el Pacto de Acero.
- 23 de mayo: en Alemania, Adolf Hitler anuncia su estrategia de guerra a los mandos militares.
- 28 de mayo: Países Bajos anuncia su movilización general.
- 30 de mayo: se publica el número 27 de Detective Comics, que fue la primera aparición de Batman creado por Bob Kane y Bill Finger
- 30 de mayo: la Legión Cóndor regresa a Alemania después de su participación en la guerra civil española.
- 31 de mayo: Alemania y Dinamarca firman pacto de no agresión.

- En los Estados Unidos, Batman ―creado por Bob Kane (e, inoficialmente, por Bill Finger)― hace su primera aparición en el número 27 de la revista Detective Comics.

### Junio
- 4 de junio: el Gobierno estadounidense niega la entrada a Florida al barco St. Louis con 963 refugiados judíos. Forzado a regresar a Europa, la casi totalidad de esas personas morirán en campos de concentración de los alemanes nazis.
- 17 de junio: en Francia se perpetra el último aguillotinamiento público.
- 20 de junio: Philippe Pétain es elegido por unanimidad como miembro de la Academia Francesa, donde sustituye al mariscal de campo Foch.
- 22 de junio: en Djúpivogur (Islandia) se registra la temperatura más alta en la Historia de ese país: 30,5 °C (86,9 °F).
- 23 de junio: Turquía invade y se anexa la provincia de Hatay (Siria), con capital en Antioquía.
- 24 a 27 de junio: el reino de Siam se convierte en Tailandia.[2]

### Julio
- 1 de julio: nueva ofensiva japonesa en China.
- 2 de julio: las fuerzas japonesas en Manchukuo cruzan la Mongolia Exterior (incidente Nomonhan).
- 4 de julio: en Alemania el campo de concentración Neuengamme se vuelve autónomo.
- 6 de julio: en Alemania, los nazis cierran las últimas empresas de personas judías.
- 6 de julio: los Estados Unidos denuncia el tratado de comercio con el Japón.
- 13 de julio: conversaciones entre el dictador Francisco Franco y el conde Galeazzo Ciano de Italia.
- 18 de julio: comienza la reconstrucción del Cerro de los Ángeles.

### Agosto
- 2 de agosto: Albert Einstein escribe al presidente Roosevelt acerca de la bomba atómica. Esto llevaría a la creación del proyecto Manhattan.
- 5 de agosto: en España, las Trece Rosas son fusiladas por la dictadura franquista.
- 9 de agosto: formación del Segundo Gobierno de España (1939-1941).
- 11 de agosto: reunión de Adolf Hitler, Galeazzo Ciano y Burckhardt de la Sociedad de Naciones por el problema de Dánzig.
- 12 de agosto: reunión militar de Francia, Gran Bretaña y la Unión Soviética.
- 15 de agosto: llegan tropas hindúes a reforzar las fuerzas británicas en Egipto.
- 17 de agosto: en Estados Unidos se estrena la película El mago de Oz de Victor Fleming (protagonizada por Judy Garland).
- Se conforma la 206.º División de infantería alemana.
- 18 de agosto: acuerdo comercial entre Alemania y la Unión Soviética.
- 19 de agosto: flotillas de submarinos alemanes empiezan las patrullas por el océano Atlántico.
- 21 de agosto: la Unión Soviética rompe las conversaciones militares con Francia y Gran Bretaña.
- 23 de agosto: Pacto Molotov-Ribbentrop entre Adolf Hitler y Iósif Stalin se reparten Europa oriental: Finlandia, los países bálticos y Polonia oriental pasan a ser soviéticas y Polonia occidental será para Hitler.
- 23 de agosto: Muere el presidente de Bolivia Germán Busch Becerra producto de un disparo. Se dice que se trató de un "suicidio". Tras este suceso, Carlos Quintanilla Quiroga asumió el mando.
- 24 de agosto: Forster se proclama jefe de Dánzig.
- 25 de agosto: en Inglaterra explota una bomba del Ejército Republicano Irlandés en Coventry, matando cinco personas.
- El 7.º Ejército es conformado por el General Friedrich Dollmann.
- Gran Bretaña y Polonia firman un tratado de asistencia recíproca.
- 26 de agosto: Alemania garantiza la neutralidad de Bélgica, Países Bajos y Luxemburgo.
- 27 de agosto: tropas británicas llegan a Francia.
- Vuelo inaugural de los Heinkel 178, el primer avión a chorro.
- 30 de agosto: Alemania presenta un ultimátum a Polonia.
- 30 de agosto: Polonia anuncia la movilización general.
- 30 de agosto: Turquía denuncia su acuerdo comercial con Alemania.
- 31 de agosto: la flota británica es puesta en alerta.
- Ataque simulado a la estación de radio en Gleiwitz, da la excusa para iniciar la Invasión de Polonia por los alemanes.

### Septiembre

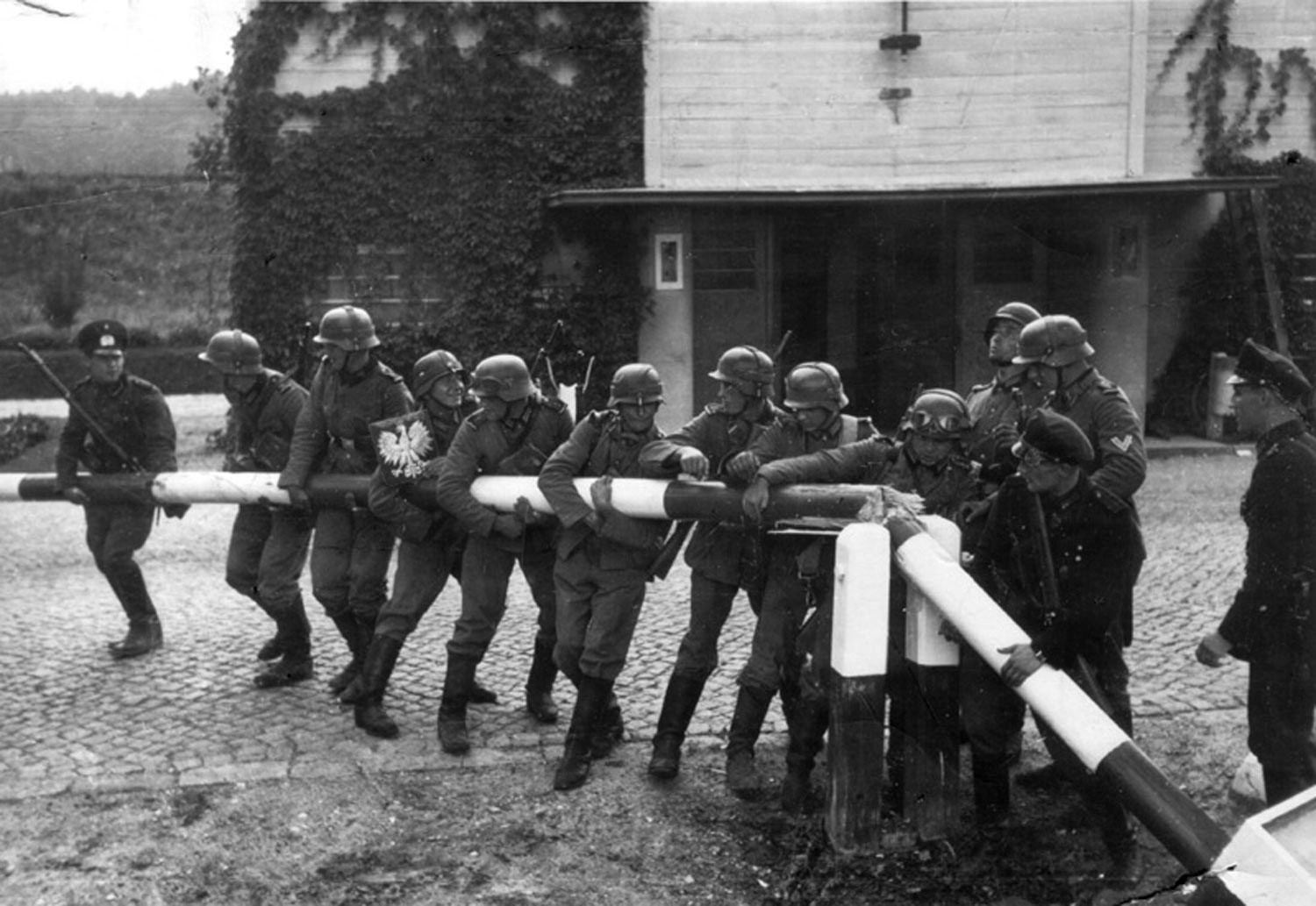
La Wehrmacht cruzando la frontera polaca el 1 de septiembre de 1939.

- 1 de septiembre: Polonia: las tropas alemanas invaden Polonia occidental, iniciando la Segunda Guerra Mundial.
- 3 de septiembre: Europa: el Reino Unido y Francia le declaran la guerra a la Alemania nazi.
- 5 de septiembre: en los Estados Unidos, el presidente Roosevelt se declara neutral.
- 14 de septiembre: México: Manuel Gómez Morín inaugura la Asamblea Constitutiva que daría origen al Partido Acción Nacional (PAN).
- 16 de septiembre: Japón: alto el fuego con las fuerzas soviéticas en Manchukuo.
- 17 de septiembre: Polonia: las tropas soviéticas invaden Polonia oriental (véase el Pacto Molotov-Ribbentrop).
- 27 de septiembre: Polonia: se rinde la ciudad de Varsovia, sitiada y bombardeada por las tropas nazis.

### Octubre
- 6 de octubre: los alemanes acaban conquistando Polonia
- 15 de octubre: en los Estados Unidos se inaugura el Aeropuerto Municipal de Nueva York (actual aeropuerto La Guardia).

### Noviembre
- 4 de noviembre: en los Estados Unidos el presidente Roosevelt ordena la Ley de Neutralidad, que permite la venta de armas a los participantes de la Segunda Guerra Mundial.
- 6 de noviembre: Estados Unidos: debuta el Hedda Hopper Show, con la experta en chismes de Hollywood Hedda Hopper. El show duró hasta 1951 e hizo de Hopper una poderosa figura en la farándula
- 6 de noviembre : Reino Unido se publica el famoso libro de Agatha Cristie “Diez negritos”
- 8 de noviembre: Alemania: en Múnich, Adolf Hitler se libra de un intento de asesinato.
- 9 de noviembre: Incidente de Venlo, dos agentes secretos británicos son capturados por los alemanes en Países Bajos.
- 12 de noviembre: festividades en Lima, conmemorando el tercer centenario de la muerte del entonces beato, San Martín de Porres.
- 13 de noviembre: un pavoroso incendio destruyó el poblado palafítico de Lagunillas de Agua en Venezuela con un saldo de más de 200 muertos.
- 16 de noviembre: en los Estados Unidos, Al Capone es liberado de la Prisión de Alcatraz.
- 27 de noviembre: se estrena en los cines del Palacio de la Prensa e Imperial de Madrid la película María de la O tras la demora de tres años causada por la guerra civil española.
- 30 de noviembre: la Unión Soviética invade Finlandia, comenzando la Guerra de Invierno. Finlandia no es auxiliada por las potencias occidentales, como se hizo con Polonia.

### Diciembre
- 8 de diciembre: en Perú, Manuel Prado Ugarteche asume la presidencia de la república.
- 13 de diciembre: en el estuario del Río de la Plata, se da comienzo a la Batalla del Río de la Plata.
- 14 de diciembre: la Sociedad de Naciones expulsa a la Unión Soviética debido a su ataque a Finlandia.
- 15 de diciembre: en Atlanta (Georgia) se estrena la película Lo que el viento se llevó (con Vivien Leigh y Clark Gable).
- 26 de diciembre: en Borinage (Bélgica) comienza una huelga de mineros.
- 27 de diciembre: en Turquía, un terremoto de 7,8 destruye la ciudad de Erzincan (en Anatolia oriental), y deja un saldo de 32.968 víctimas.

### Fecha desconocida
- En los Estados Unidos, dos científicos (Lise Meitner y Otto Hahn) descubren independientemente el proceso de fisión nuclear.
- En la Unión Soviética, Semyon Kirlian inventa la fotografía Kirlian.
- En Varsovia (capital de Polonia) un grupo de matemáticos polacos crearon una “bomba criptológica”, primera máquina para descifrar el código Enigma. En agosto fue dada a conocer la operación de la máquina.
- En Alemania se crea el 18.º Ejército alemán.

## Nacimientos

### Enero
- 2 de enero: 
  - Gladys Carmagnola, poeta y docente paraguaya (f. 2015).
  - Parmenio Medina, periodista y locutor radiofónico colombiano (f. 2001).
- 3 de enero: 
  - Bobby Hull, jugador de hockey canadiense.
  - Gene Summers, cantante estadounidense.
- 6 de enero: Valery Lobanovsky, futbolista ucraniano (f. 2002).
- 8 de enero: Walter Ciccione, periodista italiano (f. 2023).
- 9 de enero: 
  - Kiko Argüello, pintor español fundador del Camino Neocatecumenal.
  - Malcolm Bricklin, pionero del automovilismo estadounidense.
- 10 de enero: 
  - Sal Mineo, actor estadounidense (f. 1976).
  - William Toomey, atleta estadounidense.
- 17 de enero: Maury Povich, presentador estadounidense.
- 19 de enero: Phil Everly, músico estadounidense.
- 20 de enero: Chandra Wickramasinghe, astrónomo y poeta británico.
- 21 de enero: Wolfman Jack, actor y disk jockey estadounidense (f. 1995).
- 22 de enero: 
  - Encarnita Polo, cantante española.
  - Ray Stevens, músico estadounidense.
- 26 de enero: Scott Glenn, actor estadounidense.
- 29 de enero: Germaine Greer, escritora australiana.

### Febrero
- 1 de febrero: Claude François, cantante egipcio (f. 1978).
- 5 de febrero: Miguel Boyer, economista, político y empresario español (f. 2014).
- 6 de febrero: Mike Farrell, actor estadounidense.
- 7 de febrero: Leopoldo Murillo, piloto e intelectual. Caracas, Venezuela
- 9 de febrero: Irlanda Mora, actriz mexicana (f. 2010).
- 10 de febrero: 
  - Adrienne Clarkson, gobernadora general canadiense.
  - Roberta Flack, cantante estadounidense.
  - Peter Purves, actor y presentador de televisión británico.
- 12 de febrero: 
  - Ray Manzarek, tecladista estadounidense (f. 2013).
  - Frank Ramírez, actor colombiano (f. 2015).
- 13 de febrero: Beate Klarsfeld, cazadora de nazis alemana.
- 14 de febrero: Percy Fernández, ingeniero civil y político boliviano.
- 15 de febrero: 
  - William Van Horn, historietista estadounidense.
  - Isaías Duarte Cancino, obispo colombiano (f. 2002).
- 19 de febrero: Alfredo Bryce Echenique, escritor peruano.
- 27 de febrero: Peter Revson, piloto de automovilismo estadounidense (f. 1974).
- 28 de febrero: Daniel Chee Tsui, físico chino, premio Nobel de Física en 1998.

### Marzo
- 1 de marzo: 
  - Leo Brouwer, compositor y guitarrista cubano.
  - Bertalicia Peralta, escritora panameña.
- 5 de marzo: 
  - Carlos Di Fulvio, cantor, guitarrista y compositor folclórico argentino.
  - Johnny Jenkins, músico estadounidense (f. 2006).
  - Samantha Eggar, actriz británica.
- 6 de marzo: 
  - Margarita de Borbón, aristócrata española.
  - Canelita Medina, cantante venezolana de son.
- 8 de marzo: Robert Tear, tenor británico (f. 2011).
- 13 de marzo: Neil Sedaka, cantante estadounidense.
- 14 de marzo: Pilar Bardem, actriz española (f. 2021).
- 15 de marzo: Alicia Freilich, escritora y periodista venezolana.
- 17 de marzo: Alejandro Lozano, artista español (f. 2003).
- 19 de marzo: Renée Taylor, actriz estadounidense.
- 20 de marzo: Brian Mulroney, primer ministro canadiense.
- 29 de marzo: Terence Hill, actor italiano.
- 30 de marzo: Carlos Petrel, actor de doblaje español nacionalizado mexicano (f. 2000).
- 31 de marzo: 
  - Zviad Gamsakhurdia, presidente georgiano (f. 1993).
  - Volker Schlöndorff, cineasta alemán.

### Abril
- 1 de abril: Ali MacGraw, actriz estadounidense.
- 2 de abril: Marvin Gaye, cantante y músico estadounidense (f. 1984).
- 4 de abril: 
  - Frits Bolkestein, político neerlandés.
  - Hugh Masekela, músico sudafricano.(f.2018).
- 6 de abril: John Sculley, empresario estadounidense.
- 7 de abril: 
  - Francis Ford Coppola, cineasta estadounidense.
  - sir David Frost, personalidad de la televisión británico (f. 2013).
- 9 de abril: Ikuko Tani, seiyū japonesa.
- 10 de abril: José Roberto Cea, poeta y novelista salvadoreño.
- 13 de abril: 
  - Seamus Heaney, escritor irlandés, premio Nobel de Literatura en 1995.(2013).
  - Paul Sorvino, actor estadounidense (f. 2022).
- 16 de abril: Dusty Springfield, cantante británica (f. 1999).
- 17 de abril: María del Rosario Molina, escritora y periodista guatemalteca.
- 20 de abril: Gro Harlem Brundtland, política noruega.
- 21 de abril: Ian Gibson, hispanista Irlandés-Español, especialista en historia contemporánea.
- 22 de abril: Jason Miller, dramaturgo y actor estadounidense (f. 2001).
- 23 de abril: 
  - Jorge Fons, cineasta mexicano.
  - Lee Majors, actor estadounidense.
- 25 de abril: David Kinsley, indólogo y catedrático estadounidense (f. 2000).

### Mayo
- 1 de mayo: 
  - Judy Collins, cantautora estadounidense.
  - Mark Slade, actor estadounidense.
  - Wilhelmina Cooper, modelo y empresaria estadounidense (f. 1980).
- 3 de mayo: Luis Burgos Flor, pintor ecuatoriano.
- 4 de mayo: Amos Oz, escritor israelí (f. 2018).
- 7 de mayo: 
  - Sidney Altman, químico canadiense, premio Nobel de Química en 1989.
  - Guillermo Ceniceros, pintor mexicano.
  - Ruud Lubbers, primer ministro neerlandés (f. 2018).
- 9 de mayo: 
  - Ralph Boston, atleta estadounidense.
  - Ricardo Aguirre. maestro, músico y locutor venezolano. (f. 1969)
- 11 de mayo: Carlos Lyra, cantante brasileño.
- 13 de mayo: 
  - Harvey Keitel, actor estadounidense.
  - Saby Kamalich, actriz peruano-mexicana (f. 2017).
- 19 de mayo: 
  - James Fox, actor británico.
  - Livio Berruti, atleta italiano.
- 20 de mayo: Giovanni Falcone, juez italiano asesinado por la mafia (f. 1992).
- 21 de mayo: Heinz Holliger, oboísta y compositor suizo.
- 25 de mayo: Ian McKellen, actor británico.
- 28 de mayo: Maeve Binchy, escritora de novela costumbrista, columnista y oradora irlandesa (f. 2012).
- 29 de mayo: Al Unser, piloto estadounidense de automovilismo (f. 2021).
- 30 de mayo: 
  - Michael J. Pollard, actor estadounidense.(f. 2019).
  - Dieter Quester, piloto austriaco de automovilismo.

### Junio
- 2 de junio: Antonio Alegre Cremades, pintor y grabador español (f. 2006).
- 3 de junio: Ian Hunter, cantante británico de Mott the Hoople.
- 6 de junio: Louis Andriessen, compositor neerlandés.
- 8 de junio: Norman Davies, historiador británico.
- 9 de junio: 
  - Ileana Cotrubaş, soprano rumana.
  - Dick Vitale, comentarista deportivo estadounidense.
  - David Hobbs, piloto de automovilismo británico.
- 11 de junio: Jackie Stewart, automovilista británico.
- 21 de junio: Salomé, cantante española ganadora del Festival de la canción de Eurovisión en 1969.
- 22 de junio: Ada Yonath, química y bióloga israelí, premio Nobel de Química en 2009.
- 23 de junio: Álvaro Pombo, poeta y novelista español.
- 25 de junio: Guillermo Ortiz Camargo, futbolista mexicano (f. 2009).
- 30 de junio: José Emilio Pacheco, escritor mexicano (f. 2014).

### Julio
- 8 de julio: Juan José Gámez, futbolista y entrenador costarricense (f. 1997).
- 9 de julio: Domingo Siazón, diplomático filipino (f. 2016).
- 14 de julio: Karel Gott, cantante checo (f. 2019).
- 15 de julio: Patrick Wayne, actor estadounidense.
- 17 de julio: 
  - Seyyed Alí Jameneí, religioso, político y jefe del estado iraní desde 1989.
  - Milva, cantante y actriz de teatro italiana.
- 18 de julio: Brian Auger, teclista de jazz y rock británico.
- 21 de julio: 
  - Chacho Echenique, autor y compositor folclórico argentino, del Dúo Salteño.
  - John Negroponte, diplomático estadounidense.
- 23 de julio: 
  - Betiana Blum, actriz argentina.
  - Andrés Percivale, presentador de televisión y periodista argentino.
- 24 de julio: Daniel Viglietti, músico uruguayo.(f.2017).
- 26 de julio: John Howard, primer ministro australiano entre 1996 y 2007.
- 28 de julio: Carlos Mauro Hoyos, jurista y político colombiano (f. 1988).
- 29 de julio: Terele Pávez, actriz española (f. 2017).
- 31 de julio: Jules Lagadeau, futbolista y entrenador surinamés (f. 2019).

### Agosto
- 1 de agosto: Terry Kiser, actor estadounidense.
- 2 de agosto: Wes Craven, guionista y cineasta estadounidense., (f. 2015).
- 4 de agosto: Piper Pimienta, cantautor colombiano (f. 1998).
- 5 de agosto: Irene de los Países Bajos, aristócrata neerlandesa.
- 7 de agosto: Eduardo Soto Kloss, jurista chileno.
- 11 de agosto: Gerry Weil, pianista y compositor de jazz nacido en Austria y radicado en Venezuela desde 1957.
- 12 de agosto: George Hamilton, actor estadounidense.
- 16 de agosto: 
  - Bruce Beresford, director de cine, productor cinematográfico y guionista australiano.
  - David Santalla, actor y cómico boliviano.
- 17 de agosto: Luther Allison, músico estadounidense (f. 1997).
- 19 de agosto: Ginger Baker, baterista británico, de la banda cream (f. 2019).
- 21 de agosto: 
  - James Burton, guitarrista estadounidense.
  - Festus Mogae, presidente botsuano.
  - Clarence Williams III, actor estadounidense (f. 2021).
- 22 de agosto: Carl Yastrzemski, jugador de béisbol estadounidense.
- 23 de agosto: 
  - Fernando Luján, actor mexicano.("f. 2019).
  - Evaristo Márquez, actor colombiano de cine.
- 28 de agosto: Dina Sfat, actriz brasileña (f. 1989).
- 29 de agosto: Joel Schumacher, cineasta y productor estadounidense.(f.2020).
- 30 de agosto: John Peel, disk jockey británico (f. 2004).

### Septiembre
- 1 de septiembre: Lily Tomlin, actriz y comediante estadounidense.
- 5 de septiembre:
  - Clay Regazzoni, piloto de automovilismo suizo (f. 2006).
  - George Lazenby, actor australiano.
  - William Devane, actor estadounidense.
- 6 de septiembre: 
  - David Allan Coe, actor y compositor de música country estadounidense.
  - Francisco Frutos, político español.
- 8 de septiembre: Susumu Tonegawa, biólogo molecular japonés, premio Nobel de Medicina en 1987.
- 13 de septiembre: Arleen Augér, soprano estadounidense.
- 16 de septiembre: Breyten Breytenbach, escritor y pintor sudafricano.
- 18 de septiembre: 
  - Frankie Avalon, músico estadounidense.
  - Jorge Sampaio, presidente portugués entre 1996 y 2006.
- 19 de septiembre: Joaquín Navarro Estevan, magistrado y político español (f. 2007).
- 22 de septiembre: Luisa María Payán actriz y empresaria española.
- 26 de septiembre: Lisandro Meza, cantautor colombiano.
- 30 de septiembre: 
  - Jean-Marie Lehn, químico francés, premio Nobel de Química en 1987.
  - Len Cariou, actor y cantante canadiense.

### Octubre
- 4 de octubre: Lucero Galindo, actriz colombiana (f. 2013).
- 5 de octubre: 
  - Carmen Salinas,  actriz, imitadora, comediante, política y empresaria teatral mexicana (f. 2021).
  - Marie Laforêt, actriz y cantante francesa (f. 2019).
- 7 de octubre: 
  - John Hopcroft, científico e informático estadounidense.
  - Harold Kroto, químico británico, premio Nobel de Química en 1996.
  - Enrique Pinti, actor, humorista, director teatral, escritor y dramaturgo argentino; precursor del stand up teatral (f. 2022).
- 8 de octubre: Paul Hogan, actor y guionista australiano.
- 9 de octubre: Luis Ramos, exfutbolista uruguayo.
- 11 de octubre: Norma Blum, actriz, presentadora y escritora brasileña.
- 13 de octubre: 
  - Melinda Dillon, actriz estadounidense.
  - Eduardo Jozami, activista de los derechos humanos, periodista y escritor argentino.
- 14 de octubre: Ralph Lauren, diseñador de modas estadounidense.
- 16 de octubre: Suely Franco, actriz brasileña.
- 17 de octubre: Amancio Amaro, futbolista español (f. 2023).
- 20 de octubre Jay Siegel, cantante estadounidense.
- 24 de octubre: 
  - F. Murray Abraham, actor estadounidense.
  - Jorge Heraud Pérez, científico peruano.
- 27 de octubre: John Cleese, actor británico.
- 28 de octubre: Jane Alexander, actriz estadounidense.
- 30 de octubre: 
  - Leland H. Hartwell, científico estadounidense, premio Nobel de Medicina en 2001.
  - Grace Slick, cantante estadounidense, de la banda Jefferson Airplane.
- 31 de octubre: Ron Rifkin, actor estadounidense.

### Noviembre
- 1 de noviembre: Barbara Bosson, actriz estadounidense (f. 2023).
- 5 de noviembre: 
  - Isela Vega, actriz mexicana (f. 2021).
  - Carlos Emilio Morales, guitarrista cubano (f. 2014).
- 14 de noviembre: 
  - Wendy Carlos, compositora estadounidense.
  - Ramiro Corzo, actor colombiano (f. 2016).
- 15 de noviembre: Dinorah Varsi, pianista uruguaya de música clásica (f. 2013).
- 18 de noviembre: Brenda Vaccaro, actriz estadounidense italiana.
- 21 de noviembre: Budd Dwyer, político estadounidense (f. 1987).
- 24 de noviembre: Martina Iñíguez, poetisa y letrista argentina de tangos.
- 26 de noviembre: 
  - Abdullah Ahmad Badawi, político malayo.
  - Tina Turner, cantante estadounidense (f. 2023).
- 27 de noviembre: Laurent-Désiré Kabila, guerrillero, político y presidente congoleño entre 1997 y 2001) (f. 2001).
- 29 de noviembre: Concha Velasco, actriz, cantante, bailarina y presentadora de televisión española (f. 2023).

### Diciembre
- 2 de diciembre: Yael Dayan, escritor y político israelí.
- 5 de diciembre: Ricardo Bofill Levi, arquitecto español.
- 8 de diciembre: James Galway, flautista irlandés.
- 16 de diciembre: Philip Langridge, tenor británico (f. 2010).
- 17 de diciembre: María Elena Velasco, actriz mexicana (f. 2015).
- 18 de diciembre: 
  - Michael Moorcock, escritor británico.
  - Harold E. Varmus, científico estadounidense, premio Nobel de Medicina en 1989.
- 20 de diciembre: Kathryn Joosten, actriz estadounidense (f. 2012).
- 22 de diciembre: Rafael Aura León, historietista español (f. 1993).
- 23 de diciembre: Gustavo Quintero, cantante colombiano de música tropical (f. 2016).
- 25 de diciembre: 
  - Claudio Huepe, ingeniero y político chileno.
  - Bob James, pianista y tecladista estadounidense de jazz-rock.
- 26 de diciembre: Phil Spector, músico y productor estadounidense (f. 2021).
- 27 de diciembre: 
  - Miguel Alcobendas, cineasta español.
  - John Amos, actor estadounidense (f. 2024).
- 29 de diciembre: Clementina Anuarite, religiosa congoleña asesinada en 1964.
- 31 de diciembre: Liza Willert, actriz mexicana (f. 2009).

### Fecha desconocida
- Maritza Montero, psicóloga social, académica e investigadora venezolana.

## Fallecimientos

### Enero
- 5 de enero: Lisandro de la Torre, político argentino (n. 1868).
- 24 de enero: Manuel Penella, compositor español (n. 1880).
- 26 de enero: Jaime Mendoza Gonzáles, médico, poeta, filántropo, escritor y geógrafo boliviano (n. 1874).
- 28 de enero: William Butler Yeats, poeta irlandés, premio Nobel de Literatura en 1923 (n. 1865).

### Febrero
- 10 de febrero: Pío XI, papa italiano (n. 1857).
- 22 de febrero: Antonio Machado, poeta español (n. 1875).
- 27 de febrero: Nadezhda Krúpskaya, revolucionaria marxista rusa, esposa de Lenin (n. 1869)

### Marzo
- 2 de marzo: Howard Carter, arqueólogo británico (n. 1874).
- 6 de marzo: Miron Cristea, primer patriarca de la Iglesia Ortodoxa Rumana (n. 1868).
- 6 de marzo: Carl Louis Ferdinand von Lindemann, matemático alemán (n. 1852).
- 16 de marzo: Josep Abril, político y escritor español (n. 1869).

### Abril
- 22 de abril: José Aranguren, general español (n. 1875).
- 25 de abril: John Foulds, compositor británico (n. 1880).
- 25 de abril: Georges Ricard-Cordingley, pintor francés (n. 1873).

### Mayo
- 5 de mayo: Eliseo Gómez Serrano (49), maestro y político español (n. 1889), ejecutado por los franquistas.
- 10 de mayo: Víctor Larco Herrera, arqueólogo peruano (n. 1870).

### Junio
- 14 de junio: Ercilia Pepín, fue la primera mujer maestra e intelectual de la República Dominicana.
- 23 de junio: Toribio Martínez Cabrera, militar español (n. 1874).
- 30 de junio: Eduardo López Bustamante, abogado y periodista venezolano.

### Agosto
- 4 de agosto: Jaume Garcias, político socialista español (n. 1894).
- 5 de agosto: las Trece Rosas Rojas son fusiladas por la dictadura franquista.
- 6 de agosto: José Cabrera Díaz, periodista, ensayista y disertante español.
- 12 de agosto: Eulalio Gutiérrez Ortiz, presidente mexicano.
- 15 de agosto: Federico Gamboa, periodista, narrador y autor dramático mexicano (n. 1864).
- 23 de agosto: Germán Busch Becerra, presidente boliviano (n. 1903).

### Septiembre
- 23 de septiembre: Sigmund Freud, médico austriaco, creador del psicoanálisis (n. 1856).

```
  (1 de septiembre): Inicio de la Segunda Guerra Mundial
```

### Octubre
- 20 de octubre: Otto siffling, futbolista alemán (n. 1912).

### Noviembre
- 29 de noviembre: Philipp Scheidemann, político alemán (n. 1865).

### Diciembre
- 16 de diciembre: Juan Demóstenes Arosemena (n. 1879)
- 23 de diciembre: Anthony Fokker, fabricante de aviones neerlandés (n. 1890).
- 31 de diciembre: Raimundo Lanas, jotero navarro.

## Arte y literatura
- 14 de abril: en los Estados Unidos se publica la novela Las uvas de la ira (The grapes of wrath) de John Steinbeck (quien luego sería premio Nobel de Literatura).
- Se publica Finnegans Wake, la última novela del escritor irlandés James Joyce, ambiciosa innovación del género.
- Brecht escribe su «Schlechte Zeit für Lyrik» («Malos tiempos para la lírica») en su exilio en Dinamarca.
- 22 de diciembre: en Bogotá (Colombia) se inaugura el Museo del Oro, la colección de orfebrería prehispánica más grande del mundo.
- Frida Kahlo pinta Las dos Fridas.
- Raymond Chandler: El sueño eterno (novela).
- Agatha Christie: Diez negritos, Matar es fácil, Problema en Pollensa.
- William Faulkner: Las palmeras salvajes.
- James Joyce: Finnegans Wake.
- George Orwell: Subir a por aire.
- Dalton Trumbo: Johnny Got His Gun.
- Bertolt Brecht: La vida de Galileo, Madre Coraje y sus hijos.
- T. S. Eliot: El libro de los gatos habilidosos del viejo Possum.
- El superhéroe Batman es creado por Bob Kane y Bill Finger debutando en Detective Comics #27 bajo el nombre de "The Bat-Man".

## Ciencia y tecnología
- A principios del año, el aviador mexicano Francisco Sarabia rompe todas las marcas de velocidad con su avión Conquistador del Cielo.
- Bronislaw Malinowski (antropólogo, filósofo, matemático y físico polaco, 1884-1942) publica El grupo y el individuo dentro de un análisis funcional.
- En los Estados Unidos se crea el calzoncillo slip.

## Deportes
- Campeonato Uruguayo de Fútbol: Nacional se consagra campeón por decimocuarta vez.
- La selección peruana queda campeona de la edición número 15 de la Copa América

## Cine
- Adiós, Mr. Chips (Goodbye, Mr. Chips), de Sam Wood.
- Amarga victoria (Dark victory), de Edmund Goulding.
- Arizona (Destry Rides Again), de George Marshall.
- Caballero sin espada (Mr. Smith goes to Washington), de Frank Capra.
- Corazones indomables (Drums Along the Mohawk), de John Ford.
- Las cuatro plumas (The Four Feathers), de Zoltan Korda.
- Cumbres borrascosas (Wuthering heights), de William Wyler.
- La diligencia (Stagecoach), de John Ford.
- Dodge, ciudad sin ley (Dodge City), de Michael Curtiz.
- Esmeralda, la zíngara (The Hunchback of Notre Dame), de William Dieterle.
- Eternamente tuya (Eternally Yours), de Tay Garnett.
- Gunga Din (Gunga Din), de George Stevens.
- La historia de Irene Castle (The story of Vernon and Irene Castle), de H.C. Potter.
- Historia del último crisantemo (Zangiku monogatari), de Kenji Mizoguchi.
- El joven Lincoln (Young Mr. Lincoln), de John Ford.
- Lazo sagrado (Made For Each Other), de John Cromwell.
- Lo que el viento se llevó (Gone With The Wind), de Victor Fleming (también fragmentos filmados por George Cukor y Sam Wood) (EE. UU.).
- El mago de Oz (The Wizard of Oz), de Victor Fleming.
- Mamá a la fuerza (Bachelor Mother), de Garson Kanin.
- Medianoche (Midnight), de Mitchell Leisen.
- Ninotchka (Ninotchka), de Ernst Lubitsch.
- La pequeña princesa (The little princess), de Walter Lang.
- Posada Jamaica (Jamaica Inn), de Alfred Hitchcock.
- La regla del juego (La regle de jeu), de Jean Renoir.
- Sólo los ángeles tienen alas (Only Angels Have Wings), de Howard Hawks.
- Tierra de audaces (Jesse James), de Henry King.
- Tú y yo (Love Affair), de Leo McCarey.
- Una tarde en el circo (At the circus), de Edward Buzzell (con los Hermanos Marx).
- La vida privada de Elizabeth y Essex (The Private Lives of Elizabeth and Essex), de Michael Curtiz.
- Los violentos años 20 (The roaring twenties), de Raoul Walsh.
- El patito feo (1939) (Corto animado), de Walt Disney.
- Paz en la Tierra (1939)  (Corto Animado) de Hugh Harman

## Música
- Jimmy Yancey graba «The Fives», uno de los temas emblemáticos del boogie-woogie.
- Harry James graba los sencillos «From the Bottom of My Heart y Melancholy Mood», primeros sencillos donde el cantante Frank Sinatra hizo su debut. Publicados el 13 de julio.
- En noviembre, El cantante Frank Sinatra deja «Harry James Band» y se incorpora a «Tommy Dorsey Band».

## Premios Nobel
- Física: Ernest Orlando Lawrence.[3]
- Química: Adolf Friedrich Johann Butenandt y Leopold Ruzicka.[3]
- Medicina: Gerhard Domagk.[3]
- Literatura: Frans Eemil Sillanpää.[3]
- Paz: un tercio destinado al fondo principal y dos tercios al fondo especial de esta sección del premio.[3]